# Gordana Matković
Gordana Matković, cyr. Гордана Матковић (ur. 15 marca 1960 w Belgradzie) – serbska polityk, ekonomistka i nauczycielka akademicka, profesor, w latach 2000–2004 minister, główna doradczyni prezydenta Borisa Tadicia.

## Życiorys
Absolwentka wydziału ekonomicznego na Uniwersytecie w Belgradzie (1982), na tej samej uczelni uzyskała również magisterium (1986) i doktorat (1992). Pracowała w Instytucie Ekonomicznym w Belgradzie, od 1996 kierowała w nim centrum projektów międzynarodowych. Została też wykładowczynią wydziału ekonomicznego macierzystego uniwersytetu.
Zaangażowała się w działalność polityczną w ramach Partii Demokratycznej. W październiku 2000 została ministrem pracy, zatrudnienia, spraw społecznych i weteranów w przejściowym rządzie Milomira Minicia. Następnie od stycznia 2001 do marca 2004 sprawowała urząd ministra spraw społecznych i weteranów w dwóch gabinetach, którymi kierowali Zoran Đinđić i Zoran Živković. W latach 2005–2008 pełniła funkcję dyrektora do spraw badań nad polityka społeczną w instytucie badawczym CLDS w Belgradzie. Od 2007 do 2012 zajmowała stanowisko głównego doradcy prezydenta Borisa Tadicia.
Została też profesorem na wydziale ekonomii, finansów i administracji na Univerzitet Metropolitan. Była konsultantką takich instytucji jak Bank Światowy, UNDP i UNICEF. Przed wyborami parlamentarnymi w 2022 otrzymała miejsce na liście koalicji zawiązanej przez część ugrupowań opozycyjnych, uzyskując w tych wyborach mandat deputowanej (zrezygnowała z niego na początku kadencji).